# クルガンテパ
クルガンテパ (ラテン文字:Kurgantepa, Korgantepa、ウズベク語: Qo’rg’ontepa / Қўрғонтепа、ロシア語: Кургантепа) はウズベキスタン・アンディジャン州の都市である。ウズベキスタン国内最東部、キルギスとの国境付近に位置し、キルギスの都市オシの北30kmの地点に位置する。州都アンディジャンからは東に約40km。1989年の人口は19,565人、2012年現在の人口は28,648人である。

## 概要
クルガンテパは1976年に市として設立された。クルガンテパでは製綿事業や縫製などの産業が盛んである。また、街にはウズベキスタン鉄道アンディジャン-カラスウ線の駅がある。